# 羅伊·哈珀
羅伊·哈珀（英語：Roy Harper）是一個美國DC漫畫的虛構超級英雄。羅伊是DC歷史最久的角色之一，起源於20世紀40年代的漫畫作為快手（Speedy），超級英雄綠箭俠的青少年搭檔。像他的導師綠箭一樣，羅伊是一位世界級的射手和運動員，他利用他出色的槍法來打擊犯罪。與其他著名的DC Comics超級英雄夥伴一起，他繼續成為超級英雄組合少年泰坦的核心成員。作為一個成年人，羅伊拋棄了他的Speedy身份，使自己成為超級英雄軍火庫（Arsenal），並且有一段時間採用紅箭俠（Red Arrow）的名稱來象徵他已經變得與綠箭相同。除了在不同時期繼續擔任泰坦隊之一外，羅伊還曾在超級英雄團體中擔任過七個戰士勝利者，局外人，正義聯盟和不法分子。
多年來，羅伊作為英雄的形象多樣。他是1971年屢獲殊榮的漫畫故事“Snowbirds Do not Fly”的主題，該故事因其對Roy與吸毒成癮的鬥爭的刻板描寫而聞名;這個故事被認為是漫畫歷史上的一個關鍵時刻，因為它代表了漫畫中成熟主題的出現。2013年，ComicsAlliance將Harper列為“漫畫中50個最性感男性角色”榜單中的第50名。該角色已經多次出現於遊戲和動畫，並被演員卡爾登·海尼斯在電視連續劇綠箭俠所飾演。

## 其他媒體

### 真人
- 綠箭宇宙系列影集：由卡爾登·海尼斯飾演，主線劇情出現於《綠箭俠》。
  - 第一季與綠箭俠的妹妹蒂婭·昆恩（英语：Thea_Queen）成為情侶。一次被綠箭俠拯救後，引起他對義警的興趣。第二季他被注射了喪鐘的Mirakuru(Miracle)藥物，這給了他超人的力量和自癒能力，同時也使他變得充滿敵意和暴力。最終被奧利弗和沙拉治愈，成為綠箭小隊的正式成員，但這迫使他與蒂婭結束關係。第三季，羅伊正式被稱為軍火庫，一名反派稱他為「奧利弗軍火庫中的一種武器」[3]。奧利弗離開星城(Star City)期間，他暫時也被稱為紅箭。在忍者大師暴露了奧利弗的身份之後，羅伊讓公眾認為他一直都是綠箭俠。小隊透過偽造他的死亡幫助羅伊離開監獄和星城。最後羅伊留下紅色服裝給蒂婭，然後在Hub City再次開始新的生活。
  - 在第四季中，庫特勒(The Calculator)找到了羅伊並威脅要揭露他，除非他回到星城為他偷取裝備。在綠箭小隊讓庫特勒認為羅伊已經被殺之後，他以軍火庫重新加入綠箭小隊，之後羅伊再次離開了星城。第六季中，里卡多·迪亞茲抓到羅伊並將他帶回星城，試圖迫使他在法庭上證明奧利弗是綠箭俠，他拒絕並被奧利弗和蒂婭救出。之後羅伊幫助綠箭小隊與刺客聯盟分支團體(Thanatos Guild)戰鬥，他們正試圖找到剩下的拉薩路之池(Lazarus Pits)。然後他決定加入蒂婭和妮莎(Nyssa al Ghul)，他們的任務是找到並摧毀世界各地的拉薩路之池並離開星城。與此同時，他的罪名在本季結束時被撤銷，因為奧利弗公開承認他一直都是綠箭俠。
  - 羅伊在第七季回歸星城，當時綠箭小隊請他幫忙對抗第九圈。過程中他透露曾死於與刺客聯盟分支團體的戰鬥，並被蒂婭和妮莎帶往一個拉薩路之池復活，導致他偶爾無法控制的憤怒，他第九圈事件結束後再次離開這座城市。羅伊也出現於2040年的未來線故事中，描繪了他流亡煉獄島，直到奧利弗的兒子威廉與他聯繫。跟隨Felicity留下的兩條線索，前往星城並與金絲雀組織連繫，以便從Galaxy One中拯救星城。

### 動畫
- 2003年動畫《少年悍將》
- 2013年動畫《少年悍將 GO！》
- 2011年動畫《少年正義聯盟 (動畫)》
  - 第一季快手(Speedy)不願意加入跟班小隊，以紅箭(Red arrow)獨自行動，多次與柴郡猫（英语：Cheshire (comics)）發生衝突，也懷疑綠箭姪女阿提米絲·克羅克的真正身分。短暫進入少年小隊後，如願加入正義聯盟卻發現自己才是內鬼。而且只是羅伊·哈珀複製人。第二季與柴郡猫（英语：Cheshire (comics)）有了小孩，但持續尋找真正的羅伊·哈珀，最後兩人合作於西藏找到真正的快手。第三季改名威爾·哈珀與阿提米絲·克羅克同住，一同照顧女兒，與其產生淡淡情素。參與超級英雄家人聚會也與夜翼及哈珀家族合作打擊超人類買賣據點。
  - 真正的羅伊·哈珀被冷凍八年也失去部分手臂。前往雷克斯·路瑟復仇時，得到新的義肢後，以軍火庫(Aarsenal)重新出發，卻無法與團隊合作造成危險離開少年小隊。第三季曾與夜翼及哈珀家族合作打擊超人類買賣據點。
  - 第一季登場的保衛者（英语：Guardian_(DC_Comics)）吉姆·哈珀是羅伊的叔叔，也是基因工程實驗室的保安主管。第二季透露他也是複製人，部分基因也來自羅伊·哈珀。第三季曾與夜翼及哈珀家族合作打擊超人類買賣據點，目前處理基因工程實驗室及外星人居住地球的相關工作。

## 資料來源

### 腳註
1. ↑  McAvennie, Michael; Dolan, Hannah, ed. . . Dorling Kindersley. 2010: 146. ISBN 978-0-7566-6742-9. It was taboo to depict drugs in comics, even in ways that openly condemned their use.  However, writer Denny O'Neil and artist Neal Adams collaborated on an unforgettable two-part arc that brought the issue directly into Green Arrow's home, and demonstrated the power comics had to affect change and perception.
2. ↑  Wheeler, Andrew. . ComicsAlliance. 2013-02-14  [2015-07-28]. （原始内容存档于2015-10-18）.
3. ↑  Highfill, Samantha. . EW.com. Entertainment Weekly.   [July 23, 2014]. （原始内容存档于2015-01-11）.

## 外部連結
- DC Database Project: Roy Harper （页面存档备份，存于）
- The World's Finest JLU Bio （页面存档备份，存于）
- The World's Finest TT Bio